# Савињано (Пезаро и Урбино)
Савињано је насеље у Италији у округу Пезаро и Урбино, региону Марке.
Према процени из 2011. у насељу је живело 57 становника. Насеље се налази на надморској висини од 578 м.